# Lucas Island
Lucas Island (norwegisch Plogsteinen ‚Pflugstein‘) ist eine kleine Insel vor der Ingrid-Christensen-Küste des ostantarktischen Prinzessin-Elisabeth-Lands. Sie liegt in der Prydz Bay 3 km nordwestlich der Plogøy und unmittelbar westlich der Vestfoldberge.
Norwegische Kartographen, die sie auch benannten, kartierten sie anhand von Luftaufnahmen der Lars-Christensen-Expedition 1936/37. Das Antarctic Names Committee of Australia benannte sie dagegen 1958 nach William Charles Lucas (* 1928), Dieselaggregatsmechaniker auf der Davis-Station im Jahr 1957.